# Csinghaj–Tibet-vasútvonal

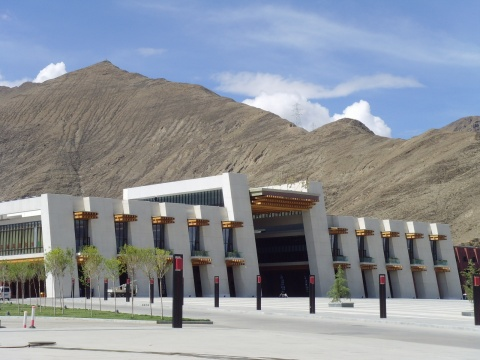
Lhásza, a vonal végállomása

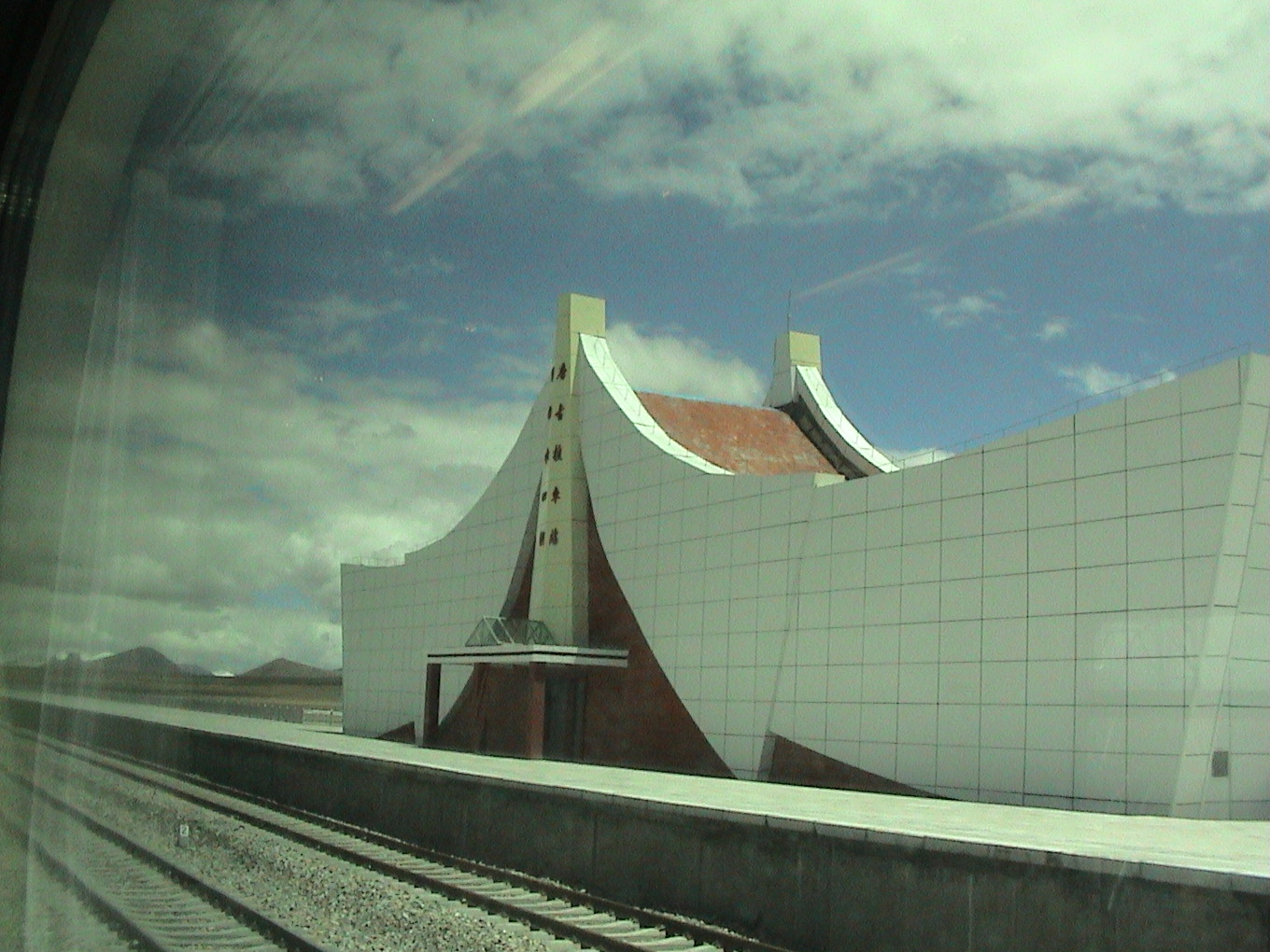
Tanggula állomás, a világ legmagasabban fekvő vasútállomása

A Qinghai–Tibet-vasútvonal (egyszerűsített kínai írással:: 青藏铁路; tradicionális kínai írással: 青藏鐵路; pinjin: Qīngzàng Tiělù; tibeti írással: mtsho bod lcags lam མཚོ་བོད་ལྕགས་ལམ།) egy 1956 km hosszú vasútvonal Kínában, amely Tibetet köti össze Kína keleti területeivel. A vonal a világon a legmagasabb és ilyen magasságban a leghosszabb. A vasútvonal első szakaszának építése már 1979-ben befejeződött. Ez a szakasz Hsziningtől tart Golmudig 814 km hosszúságban. A második szakasz Golmudtól indul és Lhászáig tart. A második szakasz építési munkái 2001 júniusában kezdődtek meg. A vasútvonal második részének hossza 1142 km. Ebből 960 km a tengerszint fölött több mint 4000 méter magasságban és 550 km hosszan fagyott altalajon fekszik. A vonal legmagasabban fekvő állomása Tanggula állomás, amely 5068 méter magasan épült, a legmagasabb pontja pedig a tengerszint fölött 5072 métere található Tagula-hágó. Avatására 2006. július 1-jén került sor. Az építkezés és az üzemfelvétel tervezett költsége 26,2 milliárd jüan, mintegy 3,3 milliárd euró volt.

## Története
A kínai vezetés már az ötvenes években elhatározta, hogy megépíti a vasutat Lhászáig. 1956-58 között történt meg a vasút nyomvonalának kijelölése, majd ezt követte a tervezés és az építkezés. A gazdasági problémák és a kulturális forradalom következtében a munkálatok nagyon lassan haladtak. A vasút első, Xiningtől Germuig tartó 814 km-es szakasza 1979-re készült el, megnyitására azonban még további 7 évet kellett várni 1986-ig.
A vonal második szakasza Germutól Lhászáig tart, összesen 1142 kilométer hosszú. Az átadás 2006 nyarán történt meg. A második szakaszon 960 kilométeren keresztül közel 4000 méter magasságban halad a vonal. Ezzel új rekordot állított fel, hiszen hegyvidéki területen nem építettek ilyen hosszan vasutat. Hasonló módon egyedülálló a 4905 méter magasságban lévő Fenghuosan-alagút is a maga 1329 méteres hosszával, amellyel a világ legmagasabban fekvő és leghosszabb vasúti alagútja.
A szerelvények 120–140 km/órával közlekednek. Ennek előfeltétele, hogy a sínek alapozásánál olyan terméskőágyat készítsenek, amely stabil alapokat képes biztosítani a vasútvonal számára.

## A vasútvonal
Az 1142 km hosszú vasútvonal jelentős része a 4000 méter fölé magasodó Tibeti-fennsíkon halad keresztül, ahol több mint ötven, 7000 méter fölé tornyosuló hegycsúcs található.
Az új vasútvonal kiemelkedően fontos szerepet tölt be Tibet életében. A Tibeti Akadémia Szociológiai Intézetének egyik vezetője mondta: „… az új vasútvonal jelentős befolyással lehet Tibet gazdasági és szociális fejlődésére és kedvezően hathat a társadalmi felemelkedéshez, egy modern civilizáció irányába.”
A terveknek megfelelően 2006. július 1-jén adták át a Kínát Tibettel összekötő vasútvonalat. Az új közlekedési útvonal megszüntetheti Tibet elzártságát, elősegítheti a tartomány gyors gazdasági fejlődését, ugyanakkor kérdéses, hogy nem sodorja-e veszélybe a tibetiek ősi kultúráját, az itt honos egyedi állat- és növényvilágot, valamint a törékeny egyensúlyban lévő magashegyi természeti környezetet.
Tibet lakossága 2,8 millió fő, területe 1,2 millió km², a gazdasági növekedés üteme jelenleg 12% (az országos átlag 16,8%).
A vasút építésekor három fő kérdést kellett megoldani:
- a fagyott talaj nyári olvadáskori terhelésre süllyedését,
- az ökológiai egyensúly fenntartását,
- a magas fennsíkon az oxigénhiányos levegő kérdését.

A Kínai Vasúti Minisztérium a fagyott talaj nyári olvadáskori terhelésre süllyedésének problémáját és az ökológiai kérdés megoldását az összes költség 8%-ával érte el.
A vasútvonalon a hidak tucatjai és alagutak épültek. A tizenegy állomás vágányhálózatát és az üzemi épületeket a jövő szállítási kapacitás igényének megfelelően alakították ki. Tibetben százhúsz ásványi anyag forrását valószínűsítik, emellett földgáz, kőolaj és szén is található. A vasútnak köszönhetően ezek szállítása is gazdaságosabbá válik. Nem véletlen, hogy Tibet kínai neve Hszicang, azaz „nyugati kincseskamra”.
Az 550 km hosszan a fagyos talajon épült vasút alatt a föld 30 méteres mélységig fagyott. Amikor a nyári hónapokban a talaj megolvad, nem tud elszivárogni az olvadékvíz, s így a felső réteg annyira fellazul, hogy a vasúti pálya főleg terhelés esetén, mint a mocsárban, egyszerűen elsüllyed. Sokáig ugyanis elsősorban éppen a permafroszt talaj miatt számított lehetetlennek a vasút megépítése. A megoldást a „hűtőszekrény” elv jelentette, ami a töltés alatti talaj felolvadását hivatott megakadályozni. A hosszú éveken át végzett kísérletek alapján találtak rá a kínai szakemberek a megfelelő alajszilárdságot biztosító megoldásra. A pálya mentén látható talajba süllyesztett acélcsövek adják a megoldást. A csövek mintegy öt méter mélyen nyúlnak le a talajfelszín alá. Ezek olyan hűtőanyaggal vannak feltöltve, amely már jóval a jég olvadáspontja alatti hőmérsékleten elpárolog. A halmazállapot-változás során hőt von el a környezetéből, ami a nyári hónapokban is olvadáspont alatt tartja a talaj hőmérsékletét. Amint a gőz halmazállapotú anyag eléri a csövek csúcsát, lecsapódik, és visszafolyik a csőbe, ezzel újra kezdődik a körfolyamat. A csövek a talaj felett 3 méterrel nyúlnak ki, és a csővégeken mintegy 1,5 méter hosszúságban hűtőborda kiképzést kaptak. A pálya kritikus szakaszain több ezer ilyen csövet építettek be a talajba.
Más talaj stabilizációs megoldást használtak az alépítmény töltés szilárdítására. Durván faragott köveket négyzetrács alakban egymás mellé helyezve, besüllyesztve mintegy 0,5 méterrel a talajba, 20–30 cm kiálló felső résszel. A fennsíkon végig söprő szelek hűtik a köveket, így a talajt is, valamint megakadályozzák a szelek talajbontó és elhordó hatását.
Az ökológiai megóvásra is nagy gondot fordítottak. Évente kétszer keletről nyugatra, majd vissza több tízezer tibeti antilop vonul. Az antiloptehenek a nyugati területek nyári legelőin hozzák világra a borjaikat. A hatalmas állatvonulás zavarásának elkerülésére építették meg például a Csing-Suj hidat, amely tizenkét kilométeren a síkság fölött vezeti a pályát. A hídszerkezet nemcsak az antilopokat, hanem a kényes talajt borító fűtakarót is védi.
Pekingből, a néhány éve épült új Peking Déli pályaudvarról (amely Ázsia legnagyobbika) is indul vonat és negyvenhét óra múlva érkezik meg a végállomásra, a tibeti fővárosba, Lhászába.
Lásd még: A Csinghaj–Tibet-vasútvonal állomásainak listája

## Járműállomány
A hosszúra nyúlt utazást kényelmessé tették azok a vasúti személykocsik, amelyeket erre a vasútvonalra gyártottak a CSR vasúti járműgyárban.
A kemény környezeti jellemzők, nagy földrajzi magasság, alacsony légköri nyomás, oxigénhiány, a szigorú hideg, a szélsőséges hőmérséklet- ingadozás, az erős ultraibolya sugárzás, viharos szelek és homokviharok szigorú feltételeket támasztanak a vonó és a vontatott gördülőanyagokkal szemben.

### Mozdonyok

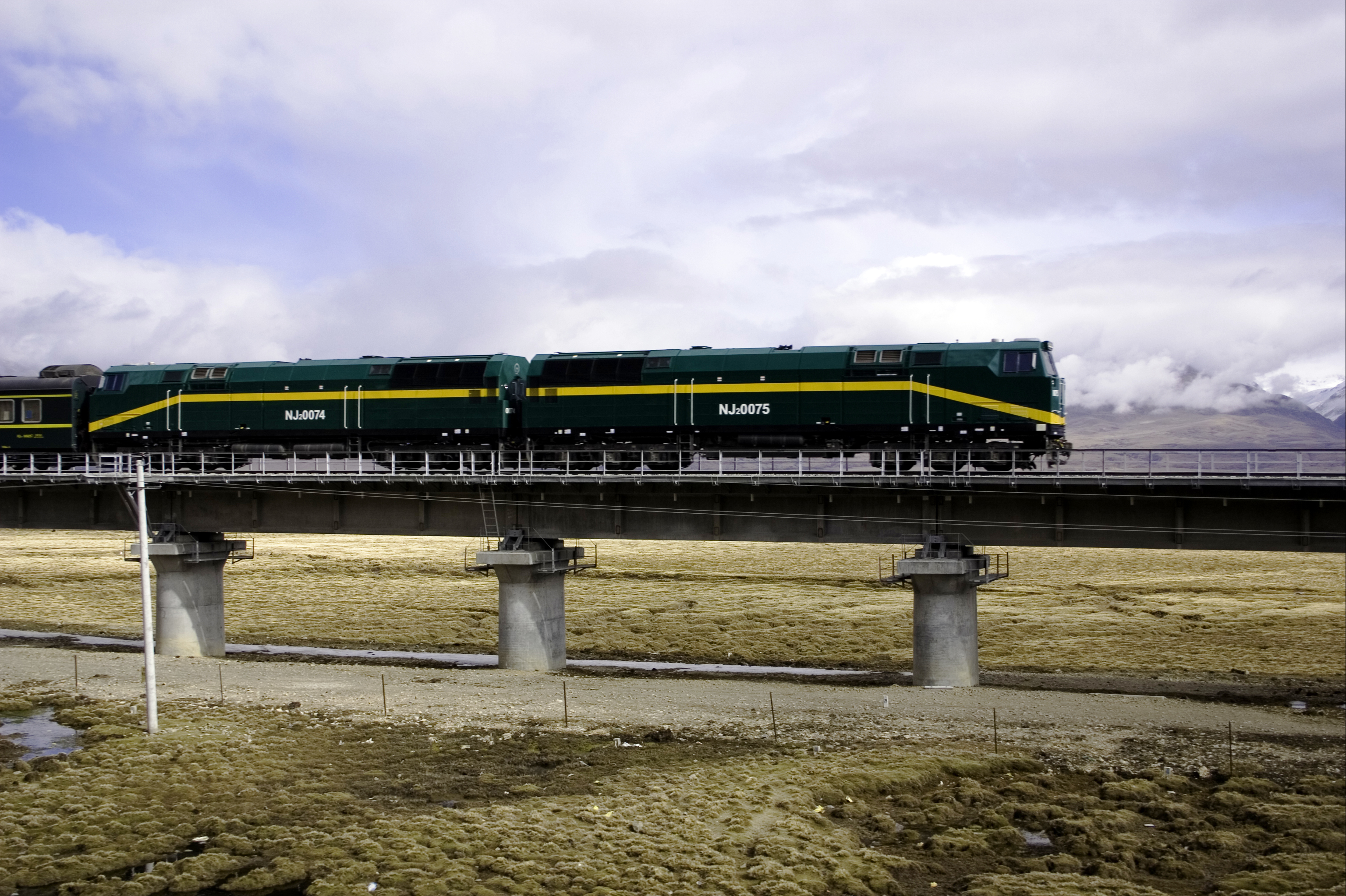
Mozdonyok a vasútvonalon

A teljes vontatási szolgálatot China Railways NJ2 sorozatú mozdonyok bonyolítják le Golmud és Lhásza között.

### Személykocsik
Az ismert kedvezőtlen légköri és földrajzi hatások miatt a Qinghai-Tibet Vasút különleges és szigorú követelményeket állított fel az üzemelési minőség és az üzembiztonság érdekében és ezeken túl az utaskényelem, a megbízhatóság, az alacsony fenntartási igény és a jobb légtömítés megoldások biztosítására. Ezekre a követelményekre kifejlesztésre került a 25 T jelű személykocsi család. Jelenleg a Qinghai-Tibet Vasúton 358 személykocsi van üzemben. Egy vonat tizenhat kocsiból áll, harmadosztályú ülőhelyes, másodosztályú háló-, első osztályú háló-, étkező- és generátor-poggyász-kocsikból.

## A végállomás: Lhásza
Tibet fővárosa, Lhásza modern várossá alakult, nagy ütemű építkezés folyik mindenütt. Az új pályaudvar megdöntött oldalfalakkal, hosszúkás ablakokkal, a közelben lévő Potala palota építészeti stílusát tükrözi.
A sziklára épült hatalmas Potala palotából letekintve a völgybe, a látogató távolabb egy fehér hidat fedez fel a Lhásza folyó felett, amelynek hossza 929 m.
A pályaudvar körül egy teljesen új negyed formálódik. A kínaiak már a vasútvonal folytatását tervezik. 2017-ig két új szakasszal bővül a hálózat, keletre Lin-csi városába, és Tibet második legnagyobb településére Sigacéba.